# Africada retrofleja eyectiva
La africada eyectiva retrofleja es un tipo de sonido consonántico no pulmonar, utilizado en algunos idiomas hablados. El símbolo en el Alfabeto Fonético Internacional que representa este sonido es el de una africada retrofleja sorda ⟨ʈʂʼ⟩, con el apóstrofo modificador de las consonantes eyectivas, aunque frecuentemente se simplifica a ⟨ tʂʼ ⟩. Su símbolo equivalente en X-SAMPA es «t`s`_>»

## Características
- Es una africada, lo que significa que el flujo de aire se suprime en su totalidad, para luego liberarse por un canal formado por la lengua, que dirige el chorro de aire a los bordes de los dientes, lo que causa una turbulencia alta.
- Su tipo de fonación es sorda, lo que significa que las cuerdas vocales no vibran durante la articulación
- Es una consonante central , lo que significa que se produce dirigiendo la corriente de aire a lo largo del centro de la lengua, en lugar de hacia los lados.
- Es una consonante oral , lo que significa que el aire puede escapar únicamente por la boca.
- El mecanismo de la corriente de aire es eyectivo (egresivo glótico), lo que significa que el aire es expulsado al bombear la glotis hacia arriba.

## Ocurre en
| Idioma   | Palabra               | AFI                   | Significado           | Notas                 |
| -------- | --------------------- | --------------------- | --------------------- | --------------------- |
| Abjasio  | [ ejemplo requerido ] | [ ejemplo requerido ] | [ ejemplo requerido ] | [ ejemplo requerido ] |
| Adigués  | чӏыфэ                 | [ʈ͡ʂʼəfa]ⓘ             | 'deuda'               |                       |
| Avar     | [ ejemplo requerido ] | [ ejemplo requerido ] | [ ejemplo requerido ] | [ ejemplo requerido ] |
| Gwichʼin | etr'uu                | [ɛʈ͡ʂʼuː]              | charrán ártico        |                       |
| Ubijé    | /ʈ͡ʂʼɜ/                | /ʈ͡ʂʼɜ/                | Bien                  |                       |
| Yokuts   | [ ejemplo requerido ] | [ ejemplo requerido ] | [ ejemplo requerido ] | [ ejemplo requerido ] |